# Tasiocera dicksoniae
Tasiocera dicksoniae là một loài ruồi trong họ Limoniidae. Chúng phân bố ở miền Australasia.